# Spodnje Jezerce
Spodnje Jezerce (nemško Unterjeserz) je naselje v Občini Vrba na Koroškem v Okraju Beljak-dežela na Koroškem v Avstriji.